# Punjab Gold Cup
De Punjab Gold Cup is een invitatie hockeytoernooi voor landenteams dat gehouden wordt in de Indiase deelstaat Punjab.
Het toernooi wordt in 2009 voor het eerst gehouden en zal jaarlijks in een andere plaats in de deelstaat plaatsvinden. 

## Edities

### Punjab Gold Cup 2009
De eerste editie vond plaats van 31 januari tot en met 9 februari in Chandigarh en de herenteams van Nederland, Duitsland, Nieuw-Zeeland en India waren de deelnemers.
1. Nederland
2. India
3. Nieuw-Zeeland
4. Duitsland

### Punjab Gold Cup 2011
De tweede editie vond plaats van 22 september tot en met 2 oktober in Chandigarh en de herenteams van Pakistan, Argentinië, Nieuw-Zeeland en India waren de deelnemers.